# مهمت شیمشک
مهمت شیمشک (ترکی استانبولی: Mehmet Şimşek؛ زادهٔ ۱ ژانویهٔ ۱۹۶۷) یک سیاستمدار و اقتصاددان کرد است که از ۴ ژوئن ۲۰۲۳ به عنوان وزیر خزانه داری و دارایی خدمت می‌کند. او از ۲۴ نوامبر ۲۰۱۵ تا زمان حذف این دفتر در ۹ ژوئیه ۲۰۱۸ معاون نخست‌وزیر ترکیه بود. وی پیش از این به عنوان وزیر دارایی از سال ۲۰۰۹ تا ۲۰۱۵ در کابینه نخست وزیران رجب طیب اردوغان و احمد داوود اوغلو خدمت کرد. او به عنوان عضوی از حزب عدالت و توسعه، در انتخابات عمومی سال ۲۰۰۷ در غازیانتپ و در انتخابات عمومی ۲۰۱۱ به عنوان نماینده باتمان انتخاب شد.
در کابینه دوم نخست‌وزیر اردوغان (۲۰۰۷–۲۰۱۱)، شیمشک پس از انتخابش به عنوان نماینده مجلس ، وزیر مشاور شد و مسئولیت اقتصاد را بر عهده گرفت. او در سال ۲۰۰۹ وزیر دارایی شد. وی سمت خود را در کابینه سوم اردوغان و کابینه اول احمد داوود اوغلو که در سال ۲۰۱۴ به نخست‌وزیری انتخاب شد را حفظ کرد.
شیمشک به عنوان وزیر دارایی، سیاست مالی را تدوین کرد که به ترکیه کمک کرد تا از بحران مالی جهانی سال ۲۰۰۸ به شدت بهبود یابد. او همچنین اصلاحات گسترده‌ای را انجام داد و هیئت ممیزی مالیاتی را تأسیس کرد، مقررات مالیاتی را ساده کرد، حقوق مالیات دهندگان را تقویت کرد و اقتصاد سایه را کاهش داد.
شیمشک در سال ۱۹۶۷ در یک خانواده کرد تبار در روستای آریکا در ناحیه گرچوش در استان باتمان ترکیه به دنیا آمد. او کوچک‌ترین از هشت خواهر و برادر بود و مادرش در چهار سالگی فوت کرد. او در سه مکان، باتمن، بشیری و گرچوش به مدرسه رفت. پس از فارغ‌التحصیلی از دبیرستان، برای مدت کوتاهی مغازه‌ای باز کرد، اما پس از آن در دانشگاه غازی در آنکارا به تحصیل در رشته اقتصاد پرداخت و بعداً به سیاست روی آورد. شیمشک مدرک کارشناسی خود را در رشته اقتصاد از دانشگاه آنکارا در سال ۱۹۸۸ دریافت کرد. پس از کار به عنوان دستیار پژوهشی در کرسی اقتصاد بین‌الملل و توسعه اقتصادی، بورسیه دولتی به دانشگاه اکستر در بریتانیا اعطا شد و مدرک M.Phil را در رشته در رشته مالی و سرمایه‌گذاری در سال ۱۹۹۳. از آنجا دریافت کرد.

## زندگی شخصی
شیمشک متأهل و دارای دو دختر دوقلو است. او علاوه بر ترکی، به زبان کردی نیز صحبت می‌کند و به انگلیسی مسلط و دارای تابعیت بریتانیا و ترکیه است.